# Premi e riconoscimenti dei Bon Iver
Questa è una lista dei premi e dei riconoscimenti ricevuti dai Bon Iver.

## AMFT Awards
- 2016 – Best Folk Album per 22, A Million[1]
- 2016 – Best Folk Song per 22 (OVER S∞∞N)[1]
- 2016 – Best Folk Performance per 22 (OVER S∞∞N)[1]

## Brit Awards
- 2012 – Candidatura come International Breakthrough Act[2]
- 2012 – Candidatura come International Male Solo Artist[2]
- 2017 – Candidatura come International Male Solo Artist[3]

## Grammy Awards
- 2012 – Candidatura come Record of the Year per Holocene[4]
- 2012 – Candidatura come Song of the Year per Holocene[4]
- 2012 – Best New Artist[4]
- 2012 – Best Alternative Music Album per Bon Iver[4]
- 2017 – Candidatura come Best Alternative Music Album per 22, A Million[5]
- 2020 – Candidatura come Best Alternative Music Album per I, I[6]
- 2020 – Candidatura come Album of the Year per I, I[6]
- 2020 – Candidatura come Record of the Year per Hey, Ma[6]
- 2021 – Candidatura come Best Pop Duo/Group Performance per Exile (con Taylor Swift)[7]
- 2022 – Candidatura come Album of the Year per evermore (con Taylor Swift)[8]

## MTV Video Music Awards Japan
- 2012 – Candidatura come Best Rock Video per Holocene[9]

## National Music Publisher's Association Awards (NMPA)
Il premio è assegnato agli autori delle canzoni: sono riportati i premi assegnati a Justin Vernon (o Justin DeYarmond Edison Vernon).
- 27 maggio 2014 – Gold per Skinny Love
- 30 agosto 2014 – Gold per Skinny Love (di Birdy)
- 28 settembre 2015 – Platinum per Skinny Love (di Birdy)
- 27 gennaio 2020 – Multi-Platinum per Skinny Love
- 27 gennaio 2020 – Platinum per Holocene
- 27 gennaio 2020 – Gold per Re: Stacks
- 30 settembre 2020 – Multi-Platinum per Monster
- 30 settembre 2020 – Gold per Dark Fantasy (di Kanye West)
- 31 dicembre 2020 – Gold per Exile (con Taylor Swift)
- 31 marzo 2021 – Gold per Lost In The World (di Kanye West)
- 31 marzo 2022 – Platinum per Fall (di Eminem)
- 30 settembre 2022 – Gold per Hell of a Life (di Kanye West)
- 31 dicembre 2022 – Multi-Platinum per Monster
- 31 dicembre 2022 – Platinum per Exile (con Taylor Swift)
- 31 marzo 2023 – Gold per Kids See Ghosts (di Kids See Ghosts ft. Yasiin Bey)
- 30 giugno 2023 – Gold per I Am a God (di Kanye West ft. God)
- 30 settembre 2023 – Gold per For Emma
- 30 settembre 2023 – Gold per Beach Baby
- 30 settembre 2023 – Gold per Flume
- 30 settembre 2024 – Platinum per My Eyes

## Official Charts Company Specialist Awards (OCC UK)
- 2009 – #1 Official  Independent Singles Chart per Blood Bank[12]
- 2011 – #1 Official Album Downloads Chart per Bon Iver[13]
- 2016 – #1 Official Record Store Chart per 22, A Million[14]
- 2016 – #1 Official Scottish Albums Chart per 22, A Million[14]
- 2016 – #1 Official Independent Albums Chart per 22, A Million[14]
- 2019 – #1 Official Independent Albums Chart per II[15]

## Vevo Certified
- 2022 – Holocene[16]
- 2023 – Exile (Lyric Video) (con Taylor Swift)[17]